# لوری باگلی
لوری باگلی (به انگلیسی: Lorri Bagley) (زاده ۵ اوت ۱۹۷۳) بازیگر آمریکایی است.
از فیلم‌های معروف او می‌توان به بازی در همسران استپفورد و ترفند اشاره کرد.